# Jefferson Airplane
Jefferson Airplane — американський психоделічний рок-гурт, один з культових гуртів епохи хіпі.

## Історія
Гурт здобув визнання завдяки своїм хітам «Somebody to Love» та «White Rabbit», що посідають, відповідно, 274-у та 478-у позиції у списку 500 найкращих пісень усіх часів за версією журналу «Rolling Stone».
Після розпаду гурту в 1973 році, наступного року Грейс Слік, Пол Кантнер та Марті Бейлін увійшли до складу нового колективу «Jefferson Starship».

## Склад
- Грейс Слік — вокал, клавішні
- Пол Кантнер — вокал, гітара
- Марті Балін — вокал, гітара
- Йорма Кауконен — гітара, вокал
- Джек Кесіді — бас-гітара
- Спенсер Драйден — ударні

## Дискографія
- Jefferson Airplane Takes Off (1966)
- Surrealistic Pillow (1967)
- After Bathing at Baxter's (1967)
- Crown of Creation (1968)
- Volunteers (1969)
- Bark (1971)
- Long John Silver (1972)
- Jefferson Airplane (1989)